# Frantz Gumbs
Frantz Gumbs – francuski polityk, prezydent Rady Terytorialnej Saint-Martin od 7 sierpnia 2008 do 10 kwietnia 2009 oraz ponownie od 5 maja 2009 do 1 kwietnia 2012.
Frantz Gums jest członkiem Unii na rzecz Postępu (UPP, Union pour le Progrès). 7 sierpnia 2008 został wybrany prezydentem Rady Terytorialnej Saint-Martin, uzyskując 15 głosów poparcia. Jego rywalka, Marthe Ogoundélé, zdobyła 7 głosów.
10 kwietnia 2009 Rada Stanu anulowała wyniki wyborów prezydenta z powodu naruszenia zasad demokratycznych. Wniosek o uznanie nieważności wyborów złożył deputowany partii opozycyjnej. Opozycja zarzucała Unii na rzecz Postępu naruszenie zasad w trakcie procesu głosowania, w tym to, że na kartach do głosowania wydrukowane było nazwisko Gumbsa.
5 maja 2009 odbyło się nowe głosowanie w sprawie wyboru przewodniczącego Rady Terytorialnej. Frantz Gumbs uzyskał w nim 16 spośród 23 głosów poparcia i tym samym powtórnie objął stanowisko szefa rządu.